# Matt Carragher
Matt Carragher (ur. 14 stycznia 1976 w Liverpoolu, zm. 30 grudnia 2016) – angielski piłkarz, grający na pozycji obrońcy.

## Kariera piłkarska
Karierę sportową rozpoczął w Wigan Athletic F.C. Zagrał w ponad stu spotkaniach, a w klubie Port Vale rozegrał prawie 200 meczów. Również wystąpił w takich klubach jak: Macclesfield Town i Stafford Rangers. Zmarł 30 grudnia 2016 w wyniku choroby nowotworowej.